# Banjul Hawks FC
El Banjul Hawks Football Club és un club gambià de futbol de la ciutat de Banjul.
Va ser fundat el 1973 com a Mabella FC.

## Palmarès
- Lliga gambiana de futbol: [4]
  - 1992-93, 1995-96

- Copa gambiana de futbol: [5]
  - 1982-83, 1995-96, 2005-06, 2016-17

- Supercopa gambiana de futbol: [5]
  - 1986-87, 2016-17